# Vasile Arvinte

Vasile Arvinte

Vasile Arvinte (n. 26 decembrie 1927, Voinești, Iași - d. 11 decembrie 2011) a fost un lingvist român.

## Date generale
Absolvent al Facultății de Litere din Iași, secția română-germană (1950), apoi membru al  Catedrei de limba română al Universității ieșene, pe rînd asistent, lector, conferențiar și profesor. A avut responsabilități publice, fiind șef de Catedră, prodecan, decan și prorector, la Catedra de limba română, Facultatea de Litere, respectiv la Universitatea „Al.I. Cuza”, Iași.
Lector de limba română la: Universitatea Humboldt, Berlin (1958-1962) și la Universitatea Dijon (1964-1965); între anii 1965 și 1967 profesor invitat la Universitățile din Bonn, Köln și Freiburg.
Și-a elaborat și susținut teza de doctorat la Universitatea Humboldt, Berlin (1962), cu o lucrare asupra relațiilor lingvistice româno-germane, pe baza Atlasului Lingvistic Român, publicată la Deutsche Akademie Verlag (1971).
Participant activ la elaborarea Atlasului Lingvistic al Europei.

## Activitatea științifică
În cadrul Institutului de Lingvistică „A.Philippide”, din Iași, a organizat colectivele de toponimie și de dialectologie, inițiind și conducînd numeroase anchete dialectale, în zona Moldova și Bucovina, lucrînd la Atlasul Lingvistic Român pe regiuni. Moldova și Bucovina. De asemenea, a fost redactor șef la Anuarul de Lingvistică și Istorie Literară al Institutului, publicație care a reușit să atingă o înaltă ținută științifică.
Practic, prin activitatea de la Institut, prin cea desfășurată la Catedră, precum și prin cea de conducător de doctorat, profesorul Vasile Arvinte a reușit să asigure continuitatea Școlii create de A. Philippide și duse mai departe de G. Ivănescu, revigorînd și împrospătînd cercetarea lingvistică și filologică ieșeană.
A fost preocupat, în special, de studiul limbii în diacronie, perspectivă din care studiază limba română, relațiile lingvistice româno-germane, chestiuni de etnonimie, de etimologie, precum și de evoluție a aspectului literar al limbii române.
Este coautor al unor prestigioase ediții de text, pentru care a elaborat studii lingvistice amănunțite, s-a îngrijit de componenta etimologică a mai multor dicționare și a elaborat cîteva studii fundamentale asupra limbii din opera marilor clasici români.
Pe lîngă cuprinderea de care a dat dovadă în abordarea temelor de lingvistică diacronică, a înțeles că studierea reală a istoriei limbii române nu se poate face fără o prealabilă studiere în detaliu, prin scrieri cu caracter monografic, a diferitelor aspecte ale limbii. În consecință, a elaborat numeroase astfel de scrieri, studiind limba română la nivelul diferitelor ei aspecte și terminologii, din compartimentul fonetico-fonologic pînă în cel lexical-semantic, ajungînd la imaginea de ansamblu pe baza unei bune cunoașteri a detaliului.

## Lucrări reprezentative
- Terminologia exploatării lemnului și a plutăritului, Iași, 1957
- Die deutschen Entlehnungen in den rumänischen Mundarten (nach den Angaben des Rumänischen Sprachatlasses), Berlin, 1971
- Die Rumänen. Ursprung, Volks- und landesnamen, Tübingen, 1980
- Raporturi lingvistice româno-germane. Contribuții etimologice, Bacău, 2002
- Normele limbii literare în opera lui Ion Creangă, Iași, 2002
- Român, românesc, România, ed. a II-a, Bacău, 2004
- Studii de istorie a limbii române, Iași, 2006
- Normele limbii literare în opera lui I.L. Caragiale, Iași, 2007
- Normele limbii literare în opera lui Mihai Eminescu, Iași, 2008

- A colaborat la Dicționarul limbii române, la H. Tiktin, Rumänisch-Deutsches Wörterbuch, ed. a II-a, Weisbaden, 1986-1989, precum și la alte lucrări lexicografice.

Este coautor al edițiilor:
- Monumenta Linguae Dacoromanorum, I Genesis, II Exodus, III Leviticus, IV Numerii, V Deuteronomium, Iași, 1988-1997
- Biblia 1688, I, II, 2001-2002
- Palia de la Orăștie, I, Textul, II, Studii, Iași, 2005-2007 la care a elaborat și studiile lingvistice aferente.